# 松尾博文
松尾 博文（まつお ひろふみ）は、日本のジャーナリスト。日本経済新聞社ドバイ支局長兼テヘラン支局長等を経て、同社論説委員兼編集委員。

## 人物・経歴
1989年東京外国語大学外国語学部アラビア語学科卒業、日本経済新聞社入社。1992年テヘラン支局長。2002年カイロ支局長。2005年産業部次長。2008年ドバイ支局長兼テヘラン支局長。2011年論説委員兼編集委員。

## 著書
- 『「石油」の終わり : エネルギー大転換』日本経済新聞出版社 2018年